# Houffalize
Pour les articles homonymes, voir Houffalize (homonymie).
Houffalize (en wallon Oufalijhe, allemand Hohenfels, luxembourgeois Hauflescht/Haufelëscht) est une ville francophone de Belgique située en Région wallonne dans la province de Luxembourg.

## Toponymie
La forme latinisée Atla Falisia, cacographie probable pour *Alta Falisia « Haute Falaise » est citée au XIIe siècle[réf. nécessaire]. Le nom est attesté sous différentes formes Hufalize, Hufalizia, Hufalise, Houfalize, Houffalise, Houffalize[réf. nécessaire].
Il n'est cependant pas sûr que cette latinisation soit correcte, l'origine du premier élément Hou- reste donc obscure. Cependant, il s'explique peut-être par le vieux bas francique *hauh ou *hôh « haut » (en admettant une évolution en [u]) qui est aussi traditionnellement considéré comme la source du français haut, croisé avec le latin altus.
Ce type de formation toponymique est comparable à Pinchefalise, hameau de Boismont en Picardie.
La terme falise est une variante dialectale wallonne et picarde du mot falaise, emprunté par le français au normand (Wace, faleise XIIe siècle). Ce terme remonterait au germanique *falisa « rocher » (cf. vieux haut allemand felisa > allemand Fels « rocher ») avec déplacement de l'accent tonique.

## Géographie
La ville se situe au cœur de l’Ardenne, dans des méandres de l’Ourthe orientale, un affluent de la Meuse.
La ville est traversée par la route nationale 30 reliant Bastogne à Liège et est bordée au nord-ouest par l’A26/E25.

### Communes limitrophes
Le territoire de la commune est délimité au sud-est par la frontière luxembourgeoise.
| Manhay              | Vielsalm   | Gouvy          |
| La Roche-en-Ardenne | Houffalize | Gouvy          |
|                     | Bastogne   | Wincrange (lu) |

### Localités
La commune de Houffalize compte sept sections, dont quelques-unes comportent des petits villages ou hameaux :

#### Sections
| # | Nom        | Superf. (km2) | Habitants (2020) | Habitants par km2 | Code INS |
| - | ---------- | ------------- | ---------------- | ----------------- | -------- |
| 1 | Houffalize | 4,99          | 1.255            | 251               | 82014A   |
| 2 | Mont       | 27,66         | 680              | 25                | 82014B   |
| 3 | Tailles    | 12,83         | 576              | 45                | 82014C   |
| 4 | Wibrin     | 23,45         | 510              | 22                | 82014D   |
| 5 | Mabompré   | 22,41         | 260              | 12                | 82014E   |
| 6 | Nadrin     | 32,96         | 980              | 30                | 82014F   |
| 7 | Tavigny    | 42,96         | 933              | 22                | 82014G   |

#### Villages et hameaux
- Houffalize
- Mabompré : Bonnerue, Engreux, Vellereux
- Mont : Dinez, Fontenaille, Sommerain, Taverneux, Wilogne
- Nadrin : Filly, Ollomont
- Tailles : Chabrehez, Pisserotte
- Tavigny : Alhoumont, Bernistap, Boeur, Buret, Cetturu, Cowan, Vissoule, Wandebourcy
- Wibrin : Achouffe, Mormont

## Démographie

### Évolution démographique avant la fusion de 1977
- Source : DGS, 1831 à 1970=recensements population, 1976= habitants au 31 décembre

### Évolution démographique de la commune fusionnée
En tenant compte des anciennes communes entraînées dans la fusion de communes de 1977, on peut dresser l'évolution suivante :
Les chiffres des années 1831 à 1970 tiennent compte des chiffres des anciennes communes fusionnées.
- Source : DGS, de 1831 à 1981 = recensements population; à partir de 1990 = nombre d'habitants chaque 1er janvier[4]

## Histoire

### Origines

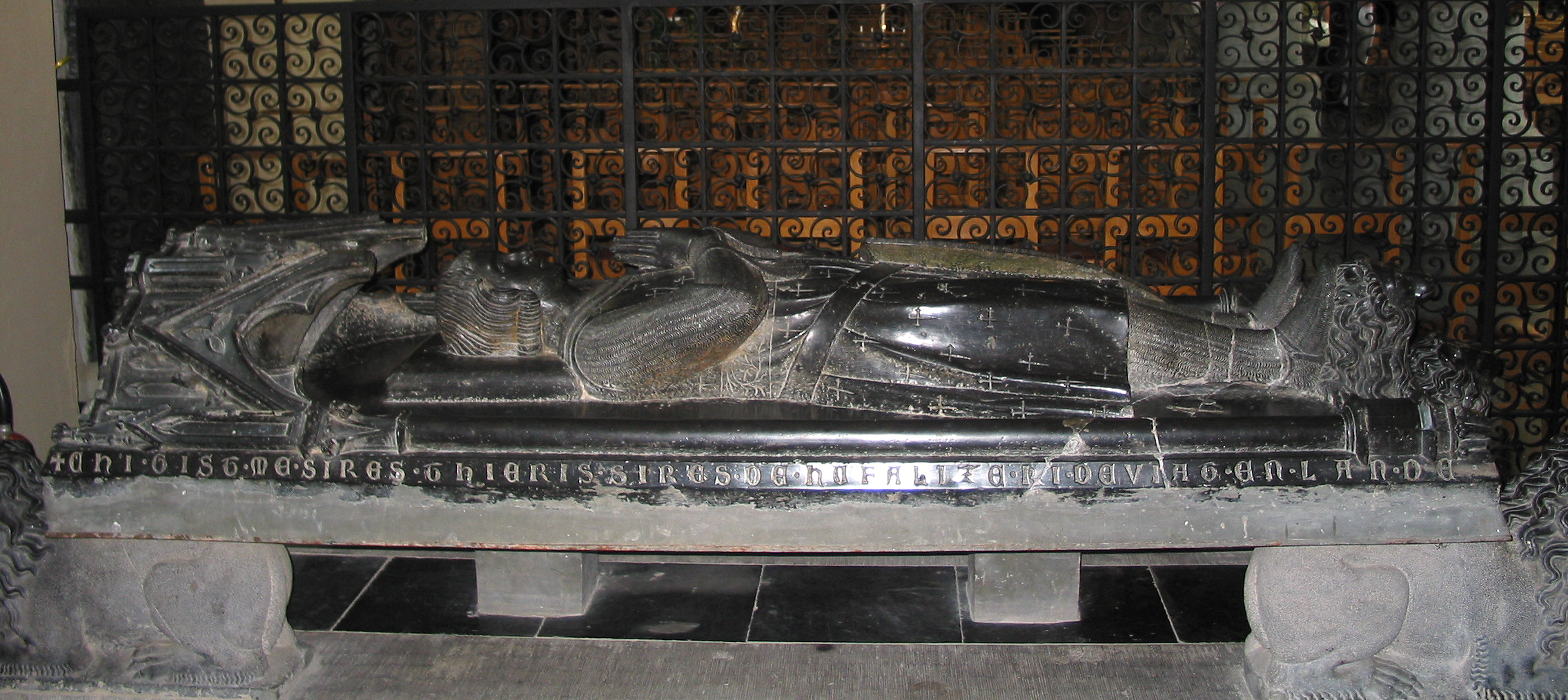
Gisant de Thierry II de Houffalize

En mars 1490, le prince-évêque de Liège, Jean de Hornes, confie le commandement de ses troupes à son vassal, Richard de Merode, baron de Houffalize et fils de Marguerite d’Argenteau. Le peintre Giusto Sustermans, (1597-1681) a peint les portraits de Charles-Philippe I de Merode-Houffalize et de son épouse Jeanne de Montmorency.

### Période française
Après l'annexion française, Houffalize est rattachée au département des Forêts et le canton d'Houffalize comprend les communes de Biliain, Cherain, Cowan, Gouvy, Houffalize, Limerlé, Mont, Montleban, Ollomont, Ottré, Rettigny, Sommerain, Tailles, Taverneux, Tavigny et Wibrin.

### Période luxembourgeoise
Après la fin du Premier Empire de Napoléon Bonaparte, le congrès de Vienne crée le Grand-duché de Luxembourg duquel dépend alors Houffalize. Ce territoire est ocroyé à titre privé à Guillaume Ier d'Orange-Nassau, premier grand-duc de Luxembourg et qui est alors également le roi du Royaume uni des Pays-Bas. Afin de permettre l'acheminement de marchandises vers son royaume, le roi grand-duc décide de relier les bassins de la Meuse et de la Moselle, par le creusement d’un canal entre leurs affluents : l’Ourthe et la Woltz. Les travaux du tunnel de Bernistap commencent en 1828 mais sont interrompus par l'indépendance de la Belgique le 4 octobre 1830. 
Avec la participation luxembourgeoise à la Révolution belge de 1830 on voit flotter des drapeaux belges à Houffalize dès le 14 septembre. Peu après, la Belgique annexe et administre le territoire jusqu'à la scission du Grand-duché de Luxembourg par le traité des XXIV articles du 19 avril 1839, qui voit Houffalize être rattachée au nouveau royaume belge et se situer dans la province de Luxembourg.

### Période belge
Le 14 juillet 1889, la ligne de tramway 504 est mise en service, reliant Houffalize à la gare de Bourcy, sur la ligne de chemin de fer 163.

#### Seconde guerre mondiale

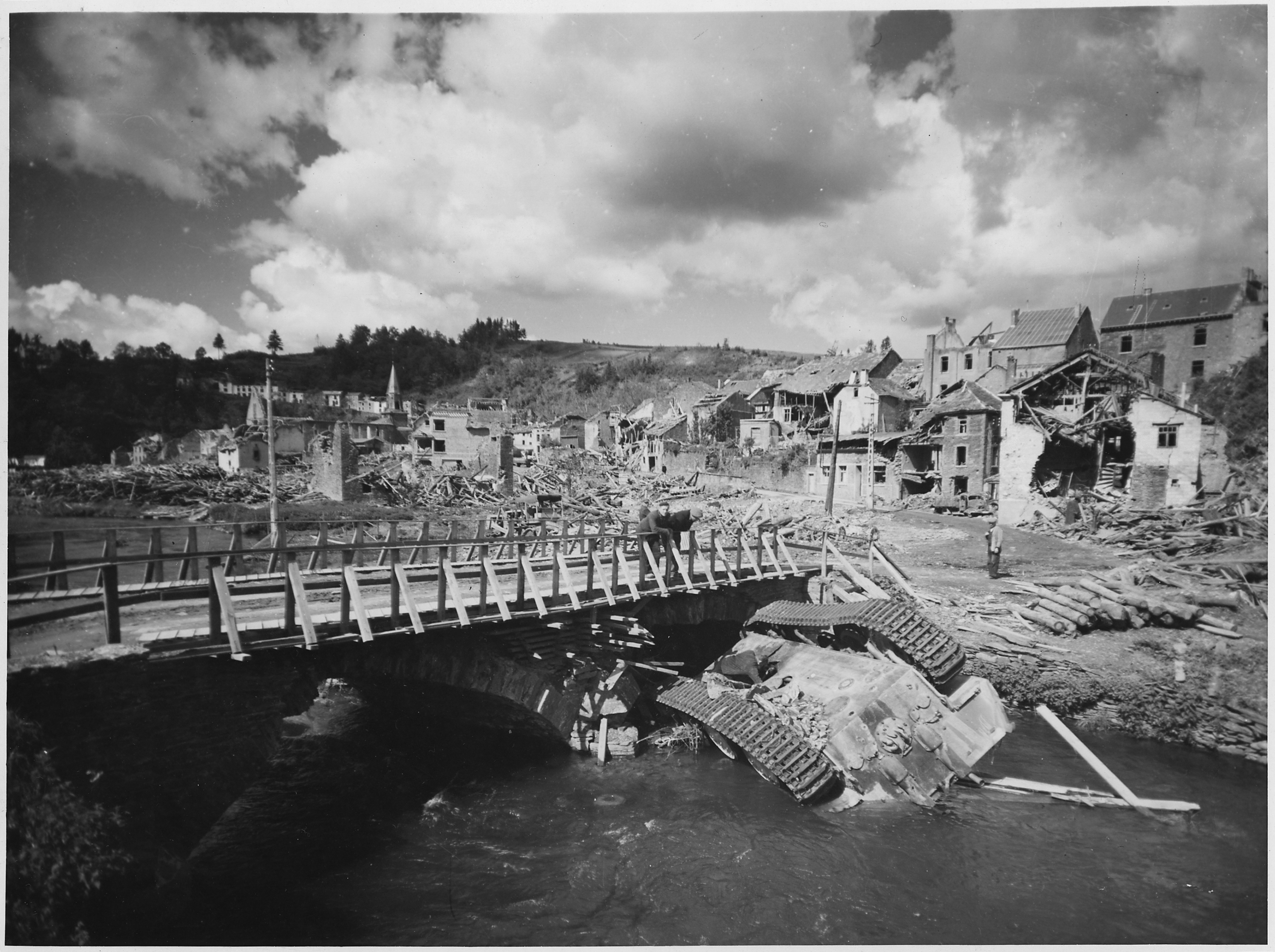
1945 le Panther dans l'Ourthe et Houffalize dévasté.

Lors de l'invasion de la Belgique au début de la Seconde Guerre mondiale, les Chasseurs Ardennais font sauter les ponts sur l'Ourthe pour ralentir l'avance de la Wehrmacht en mai 1940. Cela n'empêche pas Houffalize d'être occupée quelques jours plus tard par le Troisième Reich. Elle est libérée le 10 septembre 1944.
Lors de la bataille des Ardennes, les troupes de Gerd von Rundstedt reviennent à Houffalize dès le 19 décembre 1944, ce qui provoque des bombardements massifs de leurs positions par les alliés. Ceux-ci commencent dès le 25 décembre et les dommages collatéraux détruisent la ville à 99%, faisant plus de 200 morts sur les 500 habitants qui étaient encore sur place. La commune bruxelloise de Schaerbeek et ses habitants décident alors d'intervenir dans la reconstruction de la ville et lui envoie du ravitaillement au moyen de récolte de fonds. Des orphelins houffalois sont également accueillis à Schaerbeek. On note aussi l'envoi d'ouvriers flamands afin de déblayer les décombres et de participer à la reconstruction. 
Le 28 septembre 1952, une cérémonie commémorative à lieu à Houffalize. De nombreuses personnalités sont présentes, dont le ministre de la Défense, Étienne Eugène De Greef, qui donne à la ville la Croix de Guerre, accordée par le Roi Baudouin.  Le bourgmestre de Schaerbeek, Fernand Blum, est également invité ainsi que son prédécésseur, Arthur Dejase, qui avait présidé à l’adoption d’Houffalize.

#### Période moderne
Le 1er janvier 1977, lors de la fusion de communes en Belgique, la commune d'Houffalize actuelle prend forme en fusionnant avec celles de Mabompré, Mont, Nadrin, Tailles, Tavigny et Wibrin. La nouvelle entité garde le titre de ville octroyé à Houffalize depuis 1825.
En 1991, Houffalize rejoint l'association européenne du Douzelage.
Le 2 octobre 2023, Houffalize et Schaerbeek sont officiellement jumelées.

## Héraldique
|  | La ville possède des armoiries. Blasonnement : De gueules à une fleur de lis d’argent ; l’écu sommé d’une couronne d’or à cinq fleurons et orné extérieurement du bijou de la croix de guerre 1940-45 avec palmes. - Délibération communale : 14 février 1977 - Arrêté royal : 6 septembre 1982 - Moniteur belge : 16 septembre 1982 Source du blasonnement : Lieve Viaene-Awouters et Ernest Warlop, Armoiries communales en Belgique, Communes wallonnes, bruxelloises et germanophones, t. 1 : Communes wallonnes A-L, Bruxelles, Dexia, 2002. |

## Politique et administration

### Conseil et collège communal 2024-2030
Ci-dessous, le tableau des résultats des élections communales de 2024.
| Parti | Parti              | Voix (2024) | Voix (2018) | % (2024) | % (2018) | +/-   | Sièges  | +/-  | Collège |
| ----- | ------------------ | ----------- | ----------- | -------- | -------- | ----- | ------- | ---- | ------- |
|       | Gestion et Service | 3.325       | -           | 100,00%  | -        | 0.0 % | 17 / 17 | 17.0 | Oui     |
|       | L'ESSENTIEL        | -           | 1.621       | -        | 46,17%   | 0.0 % | - / 17  | 8.0  | Non     |
|       | G&S                | -           | 1.674       | -        | 47,68%   | 0.0 % | - / 17  | 9.0  | Non     |
|       | Houffalize +       | -           | 166         | -        | 4,73%    | 0.0 % | - / 17  | 0.0  | Non     |
|       | AC                 | -           | 50          | -        | 1,42%    | 0.0 % | - / 17  | 0.0  | Non     |
| Total | Total              | 3 325       | 3 511       | 100 %    | 100 %    |       | 17      |      |         |

| Collège communal   |                   |                                  |
| ------------------ | ----------------- | -------------------------------- |
| Bourgmestre        | Josette Deville   | Les Engagés - Gestion et Service |
| 1er Échevin        | Marc Caprasse     | Les Engagés - Gestion et Service |
| 2e Échevin         | Marc Knoden       | Les Engagés - Gestion et Service |
| 3e Échevin         | Frédéric Mathurin | MR - Gestion et Service          |
| 4e Échevin         | Francis Marville  | MR - Gestion et Service          |
| Présidente du CPAS | Martine Huet      | Les Engagés - Gestion et Service |

### Jumelages
Houffalize est jumelée avec :
- Saint-Pair-sur-Mer (France) depuis 1981, commune de la Manche (Normandie)
- Schaerbeek (Belgique) depuis 2023, commune de la Région bruxelloise
- les nombreuses villes du douzelage[14]

### Sécurité et secours
La ville fait partie de la zone de police Famenne-Ardenne pour les services de police, ainsi que de la zone de secours Luxembourg pour les services de pompiers. Le numéro d'appel unique pour ces services est le 112.

## Patrimoine et culture

### Patrimoine architectural et curiosités

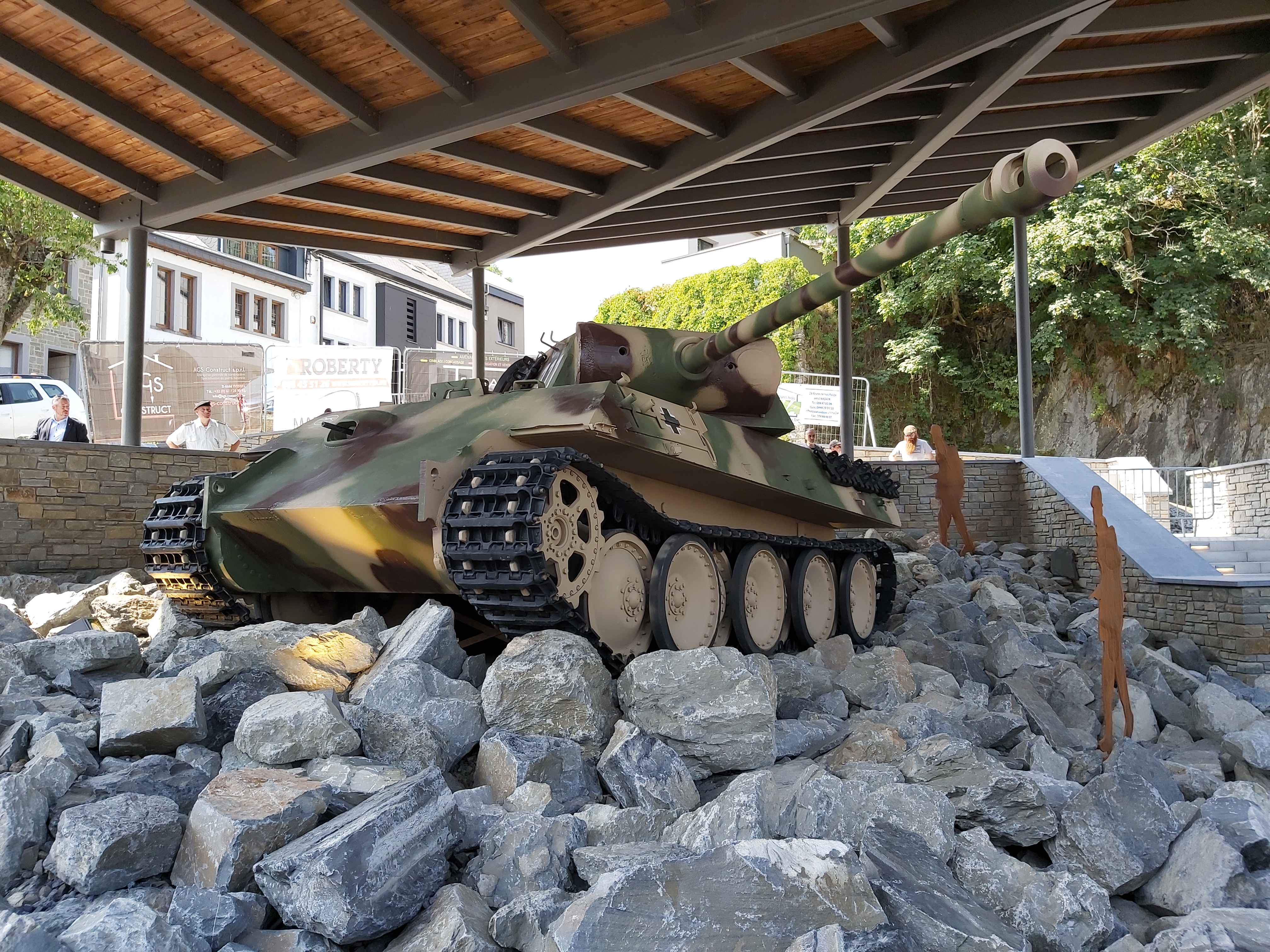
Le char Panther dans son nouvel écrin, inauguré le 17 juin 2023.

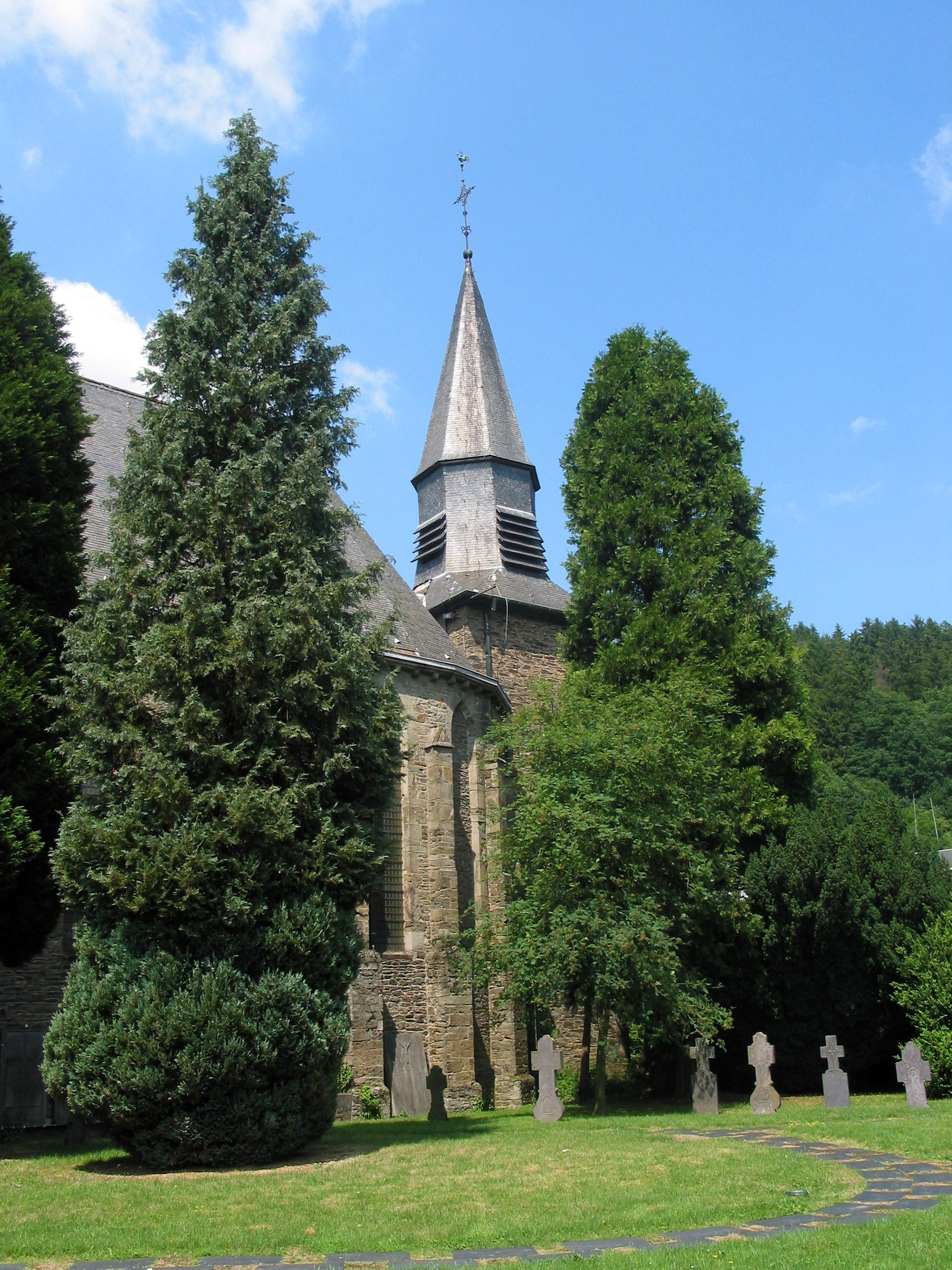
L’église Sainte-Catherine d’Alexandrie.

- Un char Panther Panzerkampfwagen V Ausf G immatriculé 111 de la 116e Panzerdivision est exposé au Square Saint-Pair, du nom de la commune française avec la quelle Houffalize est jumelée.

- Les vestiges du projet de canal Meuse et Moselle avec le tunnel de Bernistap à Tavigny.
- L’église Sainte-Catherine d'Alexandrie et le gisant de Thierry II de Houffalize en calcaire noirâtre (XIIIe siècle).
- La chapelle Saint-Jacques de Fontenaille (1700) et la chapelle Notre-Dame de Forêt (1755) à Taverneux.
- La tour de Dinez (1755), vestige de l'ancienne église.
- Houtopia, parc thématique consacré à l'enfance.
- Le site naturel du Hérou.
- Le barrage de Nisramont.
- Le patrimoine immobilier classé.

### Culture

#### Folklore
- Le Carnaval du Soleil d'Houffalize se déroule sur trois jours, le 1er week-end d’août[15].
- La « foire Sainte-Catherine » se déroule traditionnellement en novembre.
- Au centre de la ville, sur l'éperon rocheux du point de vue du vieux château se dresse une imposante échelle symbolique conduisant aux portes du rêve.

## Économie
Houffalize est reliée en transports en commun à Arlon (bus E69), Bastogne (bus 17, 18, 89, 163c, E69), Gouvy (bus 89, 163c), Liège (bus E69), Vielsalm (bus 89), et Wibrin (bus 15/3).

## Sports et vie associative

### Sports
Houffalize est réputée pour avoir organisé de 1992 à 2012 une manche de la Coupe du Monde de Cross-Country. De plus, de nombreuses épreuves telles que la Chouffe Marathon, le Houffamarathon et bien d'autres viennent compléter le tableau.